# Kanton Garéoult
Garéoult is een kanton van het Franse departement Var. Het kanton maakt deel uit van de arrondissementen Brignoles (11) en Toulon (1).

Het telt 39.502 inwoners in 2018.

Het kanton werd gevormd ingevolge het decreet van 27 februari 2014 met uitwerking op 22 maart 2015.

## Gemeenten
Het kanton omvat volgende  gemeenten:
- Camps-la-Source
- Carnoules
- Forcalqueiret
- Garéoult
- Mazaugues
- Méounes-lès-Montrieux
- Néoules
- Pierrefeu-du-Var
- Puget-Ville
- Rocbaron
- La Roquebrussanne
- Sainte-Anastasie-sur-Issole